# Liste antiker Ortsnamen und geographischer Bezeichnungen/Ly
| Lateinischer Name | Griechischer Name                                | Beschreibung                                                             | Heute | Quellen und Verweise | Lage |
| ----------------- | ------------------------------------------------ | ------------------------------------------------------------------------ | --- | -------------------- | ---- |
| Lycabettus Mons   |                                                  |                                                                          | | Smith;               |      |
| Lycaea            |                                                  |                                                                          | | Smith;               |      |
| Lycaeus           |                                                  |                                                                          | | Smith;               |      |
| Lycaonia          | Λυκαονία (Lykaonia)                              | Landschaft in Kleinasien                                                 | südwestlich des Tuz Gölü bis | Smith;               |      |
| Lycastus          |                                                  |                                                                          | | Smith;               |      |
| Lycastus          |                                                  |                                                                          | | Smith;               |      |
| Lyceium           |                                                  |                                                                          | | Smith;               |      |
| Lychnidus         |                                                  |                                                                          | | Smith;               |      |
| Lychnitis         |                                                  |                                                                          | | Smith;               |      |
| Lycia             | Λυκία (Lykia)                                    | Landschaft in Kleinasien                                                 | Küstenregion der Türkei zwischen Fethiye und Antalya                                                                                | Smith;               |      |
| Lyco              |                                                  |                                                                          | | Smith;               |      |
| Lycoa             |                                                  |                                                                          | | Smith;               |      |
| Lycone            |                                                  |                                                                          | | Smith;               |      |
| Lycopolis         | Λύκων πόλις (Lykōn polis)                        | Stadt am westlichen Nilufer                                              | Asyut in Ägypten | Smith (1);           |      |
| Lycopolis         | Λύκων πόλις (Lykōn polis)                        | Stadt im Nildelta                                                        | | Smith (2);           |      |
| Lycoreia          |                                                  |                                                                          | | Smith;               |      |
| Lycosura          |                                                  |                                                                          | | Smith;               |      |
| Lyctus, Lyttus    | Λύκτος (Lyktos), Λύττος (Lyttos)                 | Stadt auf Kreta                                                          | etwa 3 km östlich von Kasteli auf Kreta, 1,5 km nordöstlich von der Ortschaft Lyttos                                                | Smith;               |      |
| Lycuria           |                                                  |                                                                          | | Smith;               |      |
| Lycus             | Λύκος (Lykos)                                    | Fluss in Bithynien, der bei Heraclea Pontica im Pontus Euxeinos mündet   | | Smith (1);           |      |
| Lycus             | Λύκος (Lykos)                                    | Fluss in Kilikien, mündet zwischen Pyramos und Pinaros in das Mittelmeer | | Smith (2);           |      |
| Lycus             | Λύκος (Lykos)                                    | Fluss in Lydien, Nebenfluss des Hyllus oder direkt des Hermos            | | Smith (3);           |      |
| Lycus             | Λύκος (Lykos)                                    | Fluss in Phrygien, Nebenfluss des Meandros                               | Çürüksu Çayı in der Türkei | Smith (4);           |      |
| Lycus             | Λύκος (Lykos)                                    | Fluss zum Pontus Euxeinos bei Nikopolis                                  | Kelkit Çayı in der Türkei | Smith (5);           |      |
| Lycus             | Λύκος (Lykos)                                    |                                                                          | | Smith (6);           |      |
| Lycus             | Λύκος (Lykos)                                    | Nebenfluss des Tigris in Gordyene                                        | Großer Zab in Kurdistan | Smith;               |      |
| Lycus             | Λύκος (Lykos)                                    | Fluss zum Mittelmeer in Phönizien                                        | Nahr al-Kalb im Libanon | Smith;               |      |
| Lycus             | Λύκος (Lykos)                                    | Fluss zum Palus Maeotis in Sarmatien                                     | Kalmius in der Ukraine, mündet in das Asowsches Meer                                                                                | Smith;               |      |
| Lycus             | Λύκος (Lykos)                                    | Fluss bei Kourion auf Cypros                                             | Kouris auf Zypern | Smith;               |      |
| Lycus             | Λύκος (Lykos)                                    | Nebenfluss des Tanaïs bei den Thyssageten                                | Manytsch, Nebenfluss des Don im heutigen Südrussland                                                                                |                      |      |
| Lydda             | Διόσπολις (Diospolis)                            | Stadt in Palästina                                                       | Lod in Israel |                      |      |
| Lydia             | Λυδία (Lydia)                                    | Landschaft an der Westküste Kleinasiens                                  | um das heutige İzmir bis etwa Alaşehir im Landesinneren der Türkei                                                                  | Smith;               |      |
| Lydias            |                                                  |                                                                          | | Smith;               |      |
| Lygii             |                                                  |                                                                          | | Smith;               |      |
| Lygos             |                                                  |                                                                          | | Smith;               |      |
| Lyncestis         |                                                  |                                                                          | | Smith;               |      |
| Lyrbe             | Λύρβη (Lyrbē)                                    | Stadt in Pisidien                                                        | etwa 10 km nördlich von Manavgat in der Türkei                                                                                      | Smith;               |      |
| Lyrceia           |                                                  |                                                                          | | Smith;               |      |
| Lyrnas            |                                                  |                                                                          | | Smith;               |      |
| Lyrnessus         |                                                  |                                                                          | | Smith;               |      |
| Lyrope            |                                                  |                                                                          | | Smith;               |      |
| Lysias            | Λυσιάς (Lysias)                                  | Stadt in Phrygien                                                        | | Smith;               |      |
| Lysimachia        | Λυσιμαχία (Lysimachia), Λυσιμάχεια (Lysimacheia) | Stadt am Nordende des thrakischen Chersoneses                            | Dorf Bolayır in der türkischen Provinz Çanakkale auf der Halbinsel Gallipoli                                                        | Smith (2);           |      |
| Lysimachia        | Λυσιμαχία (Lysimachia)                           | Stadt in Ätolien                                                         | | Smith;               |      |
| Lysimeleia        |                                                  |                                                                          | | Smith;               |      |
| Lysinoe           | Λυσινία (Lysinia), Λυσινόη (Lysinoē)             | Stadt in Pisidien                                                        | | Smith;               |      |
| Lysis             |                                                  | Fluss in Pisidien                                                        | der Eren Çay bzw. Boz Çay in der Türkei                                                                                             | Smith;               |      |
| Lystra            |                                                  | Stadt in Lykaonien                                                       | 30 Kilometer südwestlich von Konya, nördlich des Dorfes Hatunsaray und 15 Kilometer nördlich der kleinen Stadt Akoren in der Türkei | Smith;               |      |
| Lytarnis          |                                                  |                                                                          | | Smith;               |      |
| Lyttus            |                                                  |                                                                          | | Smith;               |      |